# Zoran Vraneš
Zoran Vraneš (in serbo Зоран Вранеш?; 14 settembre 1950) è un allenatore di calcio ed ex calciatore serbo, di ruolo difensore.

## Carriera

### Giocatore
Nella stagione 1972-1973 ha giocato in Druga Liga (seconda divisione jugoslava) con il Crvenka; successivamente nella stagione 1974-1975 ha giocato nel Partizan, nella prima divisione jugoslava; dal 1975 al 1980 ha giocato invece nel Šumadija Aranđelovac.

### Allenatore
Nella stagione 1993-1994 allena il Rudar Pljevlja; dal 1995 al 1996 ha allenato la nazionale trinidadiana, con la quale ha anche preso parte alla CONCACAF Gold Cup 1996, mentre dal 1998 al 2000 ha allenato la nazionale di Antigua e Barbuda.
Dal 2000 al 2002 è tornato a Trinidad e Tobago, per allenare il Joe Public, con cui nel 2000 ha vinto il Campionato per club CFU e nel 2001 una coppa nazionale. Nel 2003 ha allenato nuovamente la nazionale trinidadiana, mentre dal 2003 al 2005 ha allenato nuovamente il Rudar Pljevlja. Inoltre, a partire dal 2004 ha ricoperto il ruolo di allenatore della nazionale di Saint Vincent e Grenadine, incarico che ha poi ricoperto fino al 2007.
Dal 2009 al 2010 ha allenato la nazionale Under-20 (con cui ha ottenuto un punto in 3 partite nei Mondiali Under-20 del 2009) ed è stato vice in quella maggiore a Trinidad e Tobago, Paese in cui ha in seguito allenato anche nella stagione 2014-2015, guidando il Central, formazione della prima divisione locale, con cui nel 2014 ha vinto la Trinidad e Tobago Goal Shield.

## Palmarès

### Allenatore

#### Competizioni nazionali
- Trinidad & Tobago FA Cup: 1

Joe Public: 2001
- Trinidad e Tobago Goal Shield: 1

Central FC: 2014

#### Competizioni internazionali
- Campionato per club CFU: 1

Joe Public: 2000